# 1818 Brahms
Brahms (asteróide 1818) é um asteróide da cintura principal, a 1,7792266 UA. Possui uma excentricidade de 0,1778458 e um período orbital de 1 162,79 dias (3,18 anos).
Brahms tem uma velocidade orbital média de 20,24667684 km/s e uma inclinação de 2,97983º.
Esse asteróide foi descoberto em 15 de Agosto de 1939 por Karl Reinmuth.
Seu nome é uma homenagem ao compositor de música clássica Johannes Brahms.